# Basalt (Colorado)
Basalt é uma cidade  localizada no estado americano de Colorado, no Condado de Eagle e Condado de Pitkin.

## Demografia
Segundo o censo americano de 2000, a sua população era de 2681 habitantes. 
Em 2006, foi estimada uma população de 3041, um aumento de 360 (13.4%).

## Geografia
De acordo com o United States Census Bureau tem uma área de 
5,0 km², dos quais 5,0 km² cobertos por terra e 0,0 km² cobertos por água. Basalt localiza-se a aproximadamente 2015 m acima do nível do mar.

## Localidades na vizinhança
O diagrama seguinte representa as localidades num raio de 32 km ao redor de Basalt. 